# Bibergeil
|  | Dieser Artikel wurde aufgrund von formalen oder inhaltlichen Mängeln in der Qualitätssicherung Biologie im Abschnitt „Säugetiere“ zur Verbesserung eingetragen. Dies geschieht, um die Qualität der Biologie-Artikel auf ein akzeptables Niveau zu bringen. Bitte hilf mit, diesen Artikel zu verbessern! Artikel, die nicht signifikant verbessert werden, können gegebenenfalls gelöscht werden. Lies dazu auch die näheren Informationen in den Mindestanforderungen an Biologie-Artikel. Begründung: Unverständliche und widersprüchliche Einleitung |

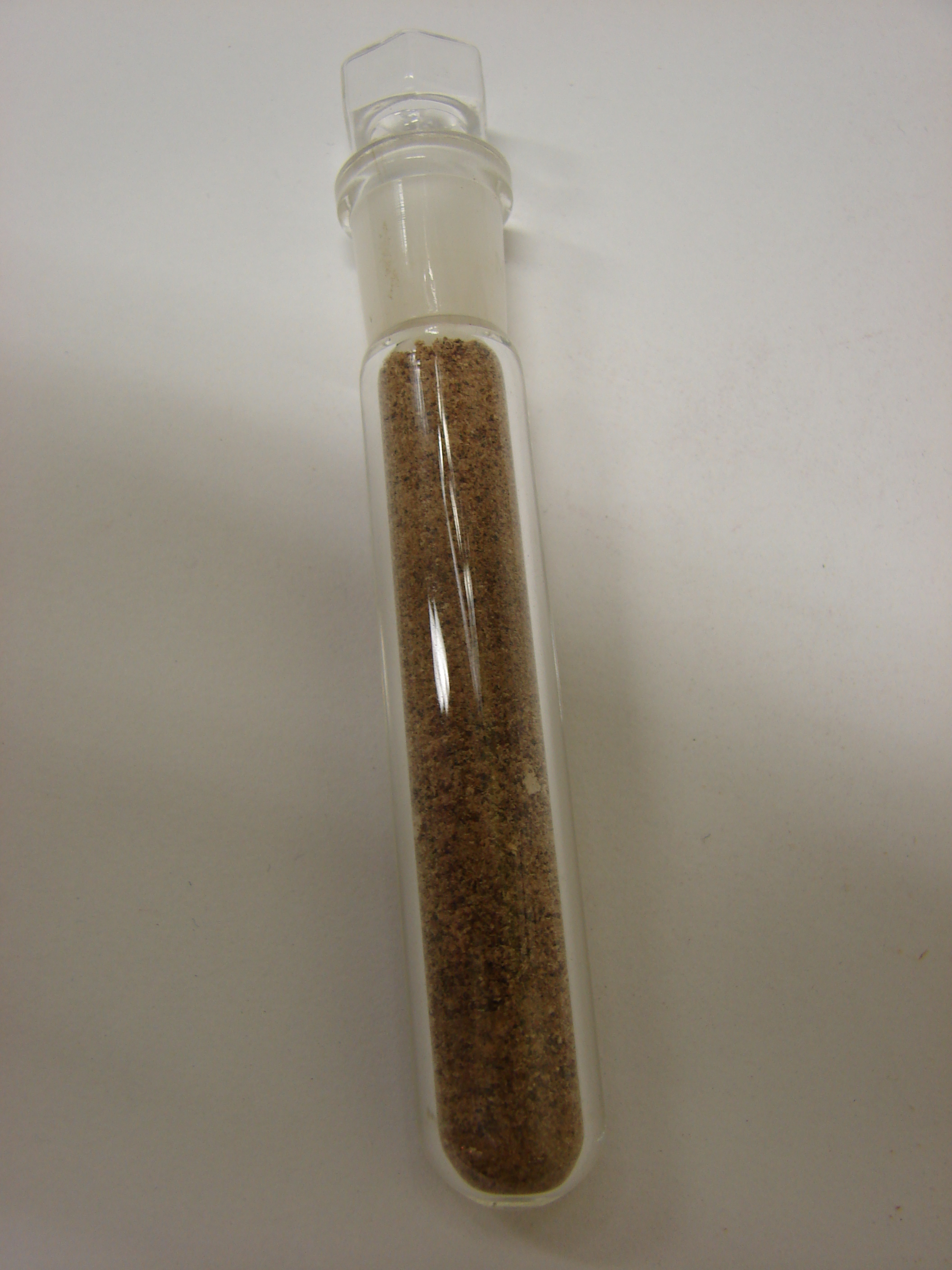
Bibergeil

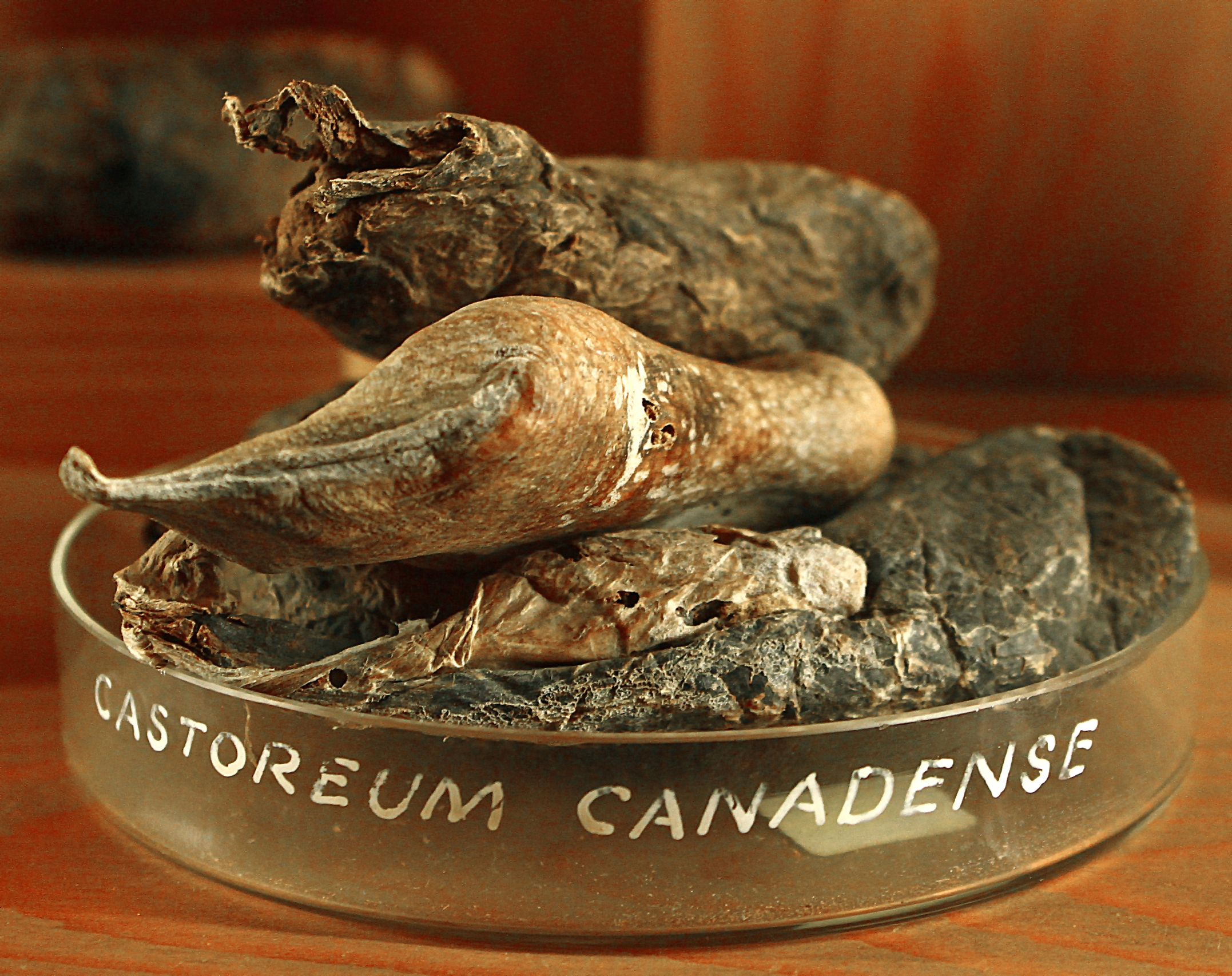
Getrocknete Kastorsäcke; Deutsches Apothekenmuseum, Heidelberger Schloss

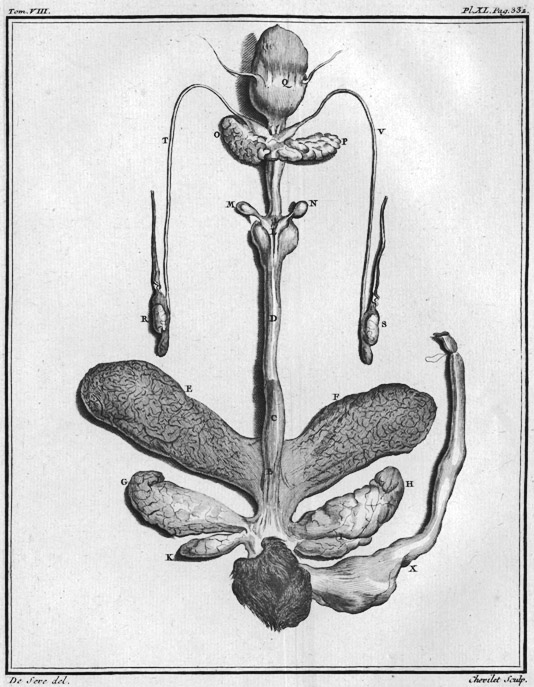
Beutelsystem des Bibers, dunkel die großen Castorbeutel, darunter die kleineren Ölsäcke

Das Bibergeil oder Castoreum ist ein Sekret aus speziellen, paarig zusammenhängenden und keulenförmigen Beuteln oder Taschen, Castorbeuteln (irreführend Drüsensäcken) unter dem Schambein des Bibers (Castor fiber und Castor canadensis), das zu einer gleichnamigen pulverförmigen Drogenmasse verarbeitet werden kann. Es sind jedoch keine Drüsen in histologischem Sinn, denn sie sezernieren nicht. Die Castorbeutel sind auch unter verschiedenen anderen Bezeichnungen bekannt: Geildrüsen, Geilsäcke, Kastorsäcke, Präputialsäcke, Bibergeile, oder auch Geilen.
Das moschusähnliche Duftsekret wird im Körper des Bibers gebildet und in die Castorbeutel geleitet, es besteht aus einem komplexen Gemisch von chemischen Verbindungen, die wahrscheinlich aus Sekundärmetaboliten des Urins gebildet werden. Der Biber nutzt das talgartige, aber nicht fettige, eher gummiharzige, bräunliche und stark stechend riechende Sekret zur Fellpflege, seiner Duftmarkierung und zum Markieren seiner Reviergrenzen, sowie zur Unterscheidung seiner Artgenossen und Familienmitglieder.
Die beiden 25 bis 250 Gramm schweren, etwa hühnereigroßen, bis ins 16. Jahrhundert oder länger für Hoden (hier lateinisch testiculi castori) oder auch manchmal in Neufrankreich für Nieren gehaltenen Beutel (irreführend Präputialdrüsen) des Bibers, die sich bei beiden Geschlechtern zwischen After und äußeren Geschlechtsorganen befinden und von einer braunschwarzen runzligen Haut umgeben sind, werden/wurden dem getöteten Tier entnommen und rauchgetrocknet. Es kann dann auch zur Verbesserung der Qualität länger gelagert werden. Der Geruch ähnelt dem des Baldrians, ist lederartig-animalisch, der Geschmack kann als bitter, scharf und aromatisch beschrieben werden. In den USA gibt es seit einiger Zeit spezielle Biberfarmen, wo die zuerst betäubten Tiere „gemolken“ werden und das kostbare Sekret aus den Drüsen herausgedrückt wird, ohne dass die Biber getötet werden.
Der Biber hat noch zwei andere, kleinere Drüsen (Ölsäcke, Fettbeutel), hier handelt es sich, im Gegensatz zu den Castorbeuteln, um echte holokrine Drüsen (Analdrüsen oder Perianaldrüsen), aus denen das Bibergeilfett (Axungia castorei) erhalten wird; es ist schmierig, mit schwächerem, etwas fettigem Geruch. Das Sekret aus diesen Ölsäcken dient mehrheitlich dazu, das Fell wasserdicht zu machen, ähnlich der Bürzeldrüse bei Vögeln. Diese Sekrete sind nach Geschlechtern gefärbt; gräulich, mit einer pastenartigen Konsistenz bei Weibchen und gelblich-braun und flüssig bei Männchen. In den Vereinigten Staaten werden diese kleineren Beutel auch als Ölsteine bezeichnet.
Die beiden verschiedenen Biberbeutel werden von verschiedenen Autoren generell auch, irreführend, als After- oder Analdrüsen oder einfach als Ölsäcke bezeichnet.
Die Bezeichnung „Castoreum“ wurde früher auch für die Biberhoden oder manchmal, aufgrund des starken Aromas der Knollen, für die Biberwurz, wohl die Gewöhnliche Osterluzei (Aristolochia clematitis) und (Aristolochia baetica), verwendet.
Das Castoreum (gelegentlich auch Castorium und Kastorium geschrieben) hat nichts, wie man annehmen könnte, zu tun mit Castorbohnen oder Castoröl, dies sind aus dem Englischen übernommene Bezeichnungen für Rizinusöl (engl. Castor oil) oder die Samen des Wunderbaums (engl. Castor beans).

## Chemische Zusammensetzung
24 der zahlreichen im Bibergeil enthaltenen aromatischen Verbindungen konnten mittlerweile als pheromonähnlich wirkende Substanzen identifiziert werden. Am stärksten an dieser Wirkung beteiligt sind die folgenden vier Substanzen, jeweils zwei Phenole und Ketone:
- 4-Ethylphenol
- Brenzcatechin
- Acetophenon (Acetylbenzol)
- 3-Hydroxyacetophenon

Daneben wurden noch fünf weitere Inhaltsstoffe identifiziert, die einen geringeren Anteil an der Wirkung ausmachen:
- 4-Methylbrenzcatechin
- 4-Methoxyacetophenon
- 2-Hydroxy-5-methoxybenzoesäure
- 3-Hydroxybenzoesäure
- Salicylaldehyd

## Verwendung

### Medizin
In der Medizin wurde Bibergeil (bzw. das daraus hergestellte oleum castoreum oder Bibergeil-Öl oder die Bibergeil-Latwerge Diacastoreum und Zubereitungen daraus) bis ins 19. Jahrhundert gegen Gicht sowie gegen Krämpfe, hysterische Anfälle, Nervosität und vieles mehr eingesetzt. Schon in der griechisch-romanischen Antike wurde die in der Humoralpathologie als „heiß und trocken“ eingestufte Substanz gegen „kalte und feuchte“ Erkrankungen, u. a. auch gegen epileptische bzw. epilepsieähnliche Krämpfe und gegen mit Sprachstörungen (wie sie bei TIA und Schlaganfall vorkommen) verbundene Lähmungserscheinungen eingesetzt. Die Verwendung als Aphrodisiakum beruht auf demselben, humoralpathologisch begründeten Prinzip wie die Anwendung als Heilmittel gegen Lähmungen. Bibergeil war sehr gefragt als Arzneimittel und ist im deutschen Sprachraum seit dem 8. Jahrhundert nachweisbar. Eine tatsächliche medizinische Wirkung wird durch die enthaltene Salicylsäure (Inhaltsstoff der Weidenrinde; der Lieblingsnahrung der Biber,→ Acetylsalicylsäure) bewirkt. Heute hat Bibergeil lediglich in der Homöopathie eine wirtschaftliche Bedeutung.
Auch als Arzneimittel gegen Vergiftungen fand Bibergeil Anwendung und war auch Bestandteil des Theriaks.
Bibergeil wurde im späteren Mittelalter in Westeuropa mehrheitlich von kleinasiatischen oder sibirischen Bibern gewonnen, weil in Westeuropa die Bestände schon sehr gering bis gar nicht mehr vorhanden waren. Es ist als Castoreum canadense (kanadisches oder amerikanisches Bibergeil) und als das stärker riechende Castoreum sibiricum (sibirisches oder russisches Bibergeil) in den Apotheken als Tinktur und Pulver erhältlich.

### Nahrung
In den USA ist Castoreum von der Food and Drug Administration auch als Lebensmittelzusatzstoff zugelassen und als unbedenklich (generally recognized as safe, GRAS) eingestuft. Eine Kennzeichnungspflicht besteht in den USA nur als „natürliches Aroma“, überwiegend als Vanille-, Himbeer- und Erdbeeraroma.
Eine Verwendung als Lebensmittelzusatzstoff ist umstritten, da der Biberjagd in Nordamerika ein schädlicher Einfluss auf die Biberpopulation nachgesagt wird (in Europa gilt der Biber als geschützt nach Anhang II und IV der FFH-Richtlinie). Aufgrund der nur vagen Kennzeichnungspflicht ist in den USA auch für Veganer und Vegetarier keine eindeutige Zuordnung von mit Bibergeil versetzten Produkten möglich.
In Schweden wird Bibergeil zur Aromatisierung des „Bäverhojt“ eingesetzt, eines traditionellen Schnapsgetränks.

### Parfümerie
In der Parfümerie ist Bibergeil, dem eine aphrodisierende (erotisierende) Wirkung nachgesagt wird, Bestandteil von einigen Parfüms. Ähnliche Substanzen werden heute synthetisch hergestellt und in Kosmetika eingesetzt. Hier dient es als Fixiermittel, d. h. als Bestandteil, der die Bindung und Haftfestigkeit der flüchtigen Riechstoffe der Parfümkomposition erhöht. In konzentrierter Form riecht es unangenehm bis widerwärtig, erst in starker Verdünnung entfaltet es die von den Parfumeuren geschätzten Duftnoten.

## Jagd
In der Jagd können Bibergeil und bevorzugt Bibergeilfett als Lockmittel für Raubtiere und Biber selbst verwendet werden. Eine weitere Nutzung der Castorbeutel und Ölsäcke war die Verwendung als Köder beim Fischfang.

## Sonstiges
Im Mittelalter verwendeten Imker Castoreum, um Wespen, Raubbienen und andere Hymenopteren-Räuber von ihren Bienenstöcken fernzuhalten. Auch wird es im Tabak und Schnupftabak als Aromastoff genutzt und kann zur Räucherung und in Räucherwerk verwendet werden.